# Scutopycnis osmanthi
Scutopycnis osmanthi är en svampart som beskrevs av Bat. 1957. Scutopycnis osmanthi ingår i släktet Scutopycnis, divisionen sporsäcksvampar och riket svampar.   Inga underarter finns listade i Catalogue of Life.